# Sleeplog
Een sleeplog of patentlog is een log dat de vaart meet door achter het schip een logvin mee te slepen. Door het langsstromende water roteert de vin waarbij het aantal rotaties een maat is voor de afgelegde verheid die aan de hand van de verlopen tijd om te rekenen is naar de vaart door het water.
In 1802 verkreeg Edward Massey een patent op dit type log. Om het af te kunnen lezen moest dit log weer worden binnengehaald. Zijn neef Thomas Walker paste het log aan zodat het kon worden afgelezen op een logklok die op de reling was aangebracht. 
Tegenwoordig wordt dit type log alleen nog op jachten gebruikt.